# Port Graham
Port Graham est une localité d'Alaska (CDP) aux États-Unis, appartenant au Borough de la péninsule de Kenai. Sa population était de 177 habitants en 2010.

## Situation - climat
Elle est située à l'extrémité sud de la Péninsule Kenai, à-côté de Nanwalek, à 12,1 km de Seldovia, et à 45 km à vol d'oiseau de Homer.
Les températures moyennes vont de −10 °C à −3 °C en janvier et de 7 °C à 18 °C en juillet.

## Histoire
Les premiers habitants ont été les Russes qui avaient établi un comptoir à Nanwalek. En 1850, la Compagnie russe d'Amérique y exploitait une mine de charbon, mais elle a été rapidement fermée, parce que non rentable. En 1911, une conserverie de poisson a été créée et continue à être l'activité principale du village. La poste a été ouverte de 1938 à 1961.
La conserverie ayant brûlé en 1960, a été reconstruite en 1968 et vendue à la communauté en 1983. En 1991 une ferme d'élevage de saumons rose a ouvert, mais elle a brûlé en 1998, et a dû être reconstruite l'année suivante.
L'économie locale est basée sur les activités de traitement et de conservation du poisson, tandis que les habitants pratiquent des activités de subsistance, le village restant une communauté Alutiiq traditionnelle.

## Démographie
| 1920 | 1940 | 1950 | 1960 | 1970 | 1980 |
| ---- | ---- | ---- | ---- | ---- | ---- |
| 47   | 93   | 92   | 139  | 107  | 161  |

| 1990 | 2000 | 2010 | - | - | - |
| ---- | ---- | ---- | - | - | - |
| 166  | 171  | 177  | - | - | - |